# Ramón Sandoval
Ramón Jesús Sandoval Mendoza (ur. 23 września 1931) – chilijski lekkoatleta, średniodystansowiec, wielokrotny mistrz Ameryki Południowej, medalista igrzysk panamerykańskich, olimpijczyk.

## Kariera sportowa
W początkach swojej kariery specjalizował się w biegu na 400 metrów. Odpadł w półfinale tej konkurencji na igrzyskach panamerykańskich w 1951 w Buenos Aires. Zdobył brązowy medal w sztafecie 4 × 400 metrów oraz zajął 6. miejsce w biegu na 400 metrów na mistrzostwach Ameryki Południowej w 1952 w Buenos Aires.
Później startował głównie w biegach na średnich dystansach. Zwyciężył w biegu na 800 metrów i zajął 2. miejsce w sztafecie 4 × 400 metrów na nieoficjalnych mistrzostwach Ameryki Południowej w 1953 w Santiago. Na mistrzostwach Ameryki Południowej w 1954 w São Paulo zdobył złoty medal w biegu na 800 metrów (ustanawiając rekord Ameryki Południowej czasem 1:50,9), srebrny medal w sztafecie 4 × 400 metrów i brązowy medal w biegu na 400 metrów.
Zdobył brązowy medal w biegu na 800 metrów na igrzyskach panamerykańskich w 1955 w Meksyku, przegrywając jedynie z Amerykanami Arniem Sowellem i Lonniem Spurrierem. Zwyciężył w biegu na 800 metrów i w biegu na 1500 metrów oraz zajął 4. miejsce w sztafecie 4 × 400 metrów na mistrzostwach Ameryki Południowej w 1956 w Santiago.
Odpadł w eliminacjach biegów na 800 metrów i na 1500 metrów na igrzyskach olimpijskich w 1956 w Melbourne. Zwyciężył na obu tych dystansach oraz zdobył srebrny medal w sztafecie 4 × 400 metrów na nieoficjalnych mistrzostwach Ameryki Południowej w 1957 w Santiago. Zdobył złote medale w biegu na 800 metrów i w biegu na 1500 metrów (z rekordem Ameryki Południowej 3:47,5) na mistrzostwach Ameryki Południowej w 1958 w Montevideo. Zajął 4. miejsce w biegu na 1500 metrów i odpadł w półfinale biegu na 800 metrów na igrzyskach panamerykańskich w 1959 w Chicago.
Zwyciężył w biegach na 800 metrów i na 1500 metrów oraz zajął 4. miejsce w sztafecie 4 × 400 metrów na igrzyskach ibero-amerykańskich w 1960 w Santiago. Zdobył złote medale  w biegach na 800 metrów i na 1500 metrów na mistrzostwach Ameryki Południowej w 1961 w Limie.

## Rekordy Ameryki Południowej
Sandoval ustanowił następujące rekord Ameryki Południowej:
| Konkurencja         | Data i miejsce                    | Wynik  |
| ------------------- | --------------------------------- | ------ |
| bieg na 800 metrów  | 23 kwietnia 1953(dts), Santiago   | 1:52,3 |
| bieg na 800 metrów  | 21 kwietnia 1954(dts), São Paulo  | 1:50,9 |
| bieg na 800 metrów  | 19 kwietnia 1956(dts), Santiago   | 1:49,0 |
| bieg na 1000 metrów | 29 stycznia 1956(dts), Santiago   | 2:25,7 |
| bieg na 1500 metrów | 15 kwietnia 1956(dts), Santiago   | 3:48,4 |
| bieg na 1500 metrów | 19 kwietnia 1957(dts), Santiago   | 3:48,4 |
| bieg na 1500 metrów | 20 kwietnia 1958(dts), Montevideo | 3:47,5 |
| bieg na milę        | 29 marca 1958(dts), Austin        | 4:11,0 |
| bieg na milę        | 4 kwietnia 1958(dts), Houston     | 4:09,7 |

## Rodzina
Jego młodszy brat Waldo Sandoval również był znanym średniodystansowcem.